# Канелловые
Канелловые (лат. Canellaceae) — семейство цветковых растений, включает шестнадцать видов в шести родах.

## Ботаническое описание
Виды являются высокоароматичными вечнозелёными растениями — в основном деревья, иногда кустарники, которые вырабатывают эфирные масла. У Canellaceae тычинки срастаются в трубку и гинецей паракарпный.

## Распространение
Представители семейства произрастают в тропическом климате на востоке Африки, на острове Мадагаскар, в Южной Америке, в штате Флорида (США), на островах Карибского моря.

## Таксономия
В системе классификации APG II (2003) место семейства определено в порядке канеллоцветных в кладе магнолииды. Семейство канелловые и винтеровые образуют порядок канеллоцветных. До этого в системе классификации APG (1998) семейство не было отнесено к какому-либо порядку, а было причислено к базальным цветковым растениям.
В системе классификации Кронквиста семейство отнесено к порядку магнолиецветных.

### Роды
- Canella P.Browne — Канелла
- Capsicodendron Hoehne
- Cinnamodendron Endl.
- Cinnamosma Baill.
- Pleodendron Tiegh.
- Warburgia Engl. — Варбургия